# Wiktor Zabołotski
Wiktor Wasiljewicz Zabołotski (ros. Виктор Васильевич Заболотский, ur. 19 kwietnia 1946 w Moskwie) – rosyjski pilot doświadczalny.

## Życiorys
Syn Wasilija Iljicza i Lidii Nikołajewny. W 1961 r. ukończył szkołę podstawową nr 481 w Moskwie i rozpoczął pracę jako elektryk w zakładzie nr 220 Ministerstwa Obrony. Jednocześnie uczył się w szkole dla młodzieży pracującej nr 23, którą ukończył w 1963 r. W 1966 r. w moskiewskim aeroklubie uzyskał uprawnienia pilota. Naukę w zakresie pilotażu kontynuował w Centralnej Zjednoczonej Szkole Technicznej Lotnictwa DOSAAF ZSRR (ros. Центральная объединённая лётно-техническая школа ДОСААФ СССР), którą ukończył w 1969 r. W 1975 r., po ukończeniu szkoły pilotów doświadczalnych, został skierowany do pracy w Instytucie Badań nad Lotami im. Gromowa. W 1981 r. ukończył Akademię Lotnictwa Cywilnego, a w 1985 r. Centrum Wyszkolenia Kosmonautów im. J. Gagarina. Brał udział w opracowaniu układu kokpitu Burana. Po przeszkoleniu w lotach kosmicznych brał udział w próbach tego promu. Wykonywał kołowania na pasie oraz był przewidywany na dowódcę załogi zapasowej. Z korpusu kosmonautów został skreślony w 2002 r. wraz z rozwiązaniem tego oddziału w instytucie Gromowa.
Brał udział w cyklu badań w locie i testów samolotów pionowego startu i lądowania Jak-38 i Jak-38U. Jako jedyny rosyjski pilot wykonał nocne lądowania z wykorzystaniem systemu laserowego Glissada-M na pokładach trzech krążowników lotniczych: „Mińsk”, „Kijew” i „Noworosyjsk”. Latał również na samolotach-laboratoriach Su-7UB i MiG-23UB.
W latach 1988–1996 pracował jako dowódca oddziału Przemysłowego Kompleksu Szkolenia Kosmonautów Testowych w Instytucie Doświadczalnym Lotnictwa im. Gromowa. Brał również udział w pokazach lotniczych. W 1992 r., podczas przygotowań do pokazów MosAeroShow’92 został automatycznie katapultowany z Jak-38 w wyniku awarii samolotu.
W 1998 r. został wybrany na prezydenta Federacja Miłośników Lotnictwa Rosji (ros. Федерация любителей авиации России). Zaangażował się w odbudowę starych samolotów. 24 lipca 2007 r. wystartował na odrestaurowanym samolocie transportowym Ił-14 z lotniska Domodiedowo i przeprowadził go na lotnisko Ostafiewo.

## Życie prywatne
Mąż Lidii Wiktorowny, ojciec Margarity.

## Ordery i odznaczenia
Za swą pracę otrzymał odznaczenia:
- Order „Za osobiste męstwo” (1992),
- Medal „W upamiętnieniu 850-lecia Moskwy” (1997)